# Jaylon Smith
Jaylon Smith (geboren am 14. Juni 1995 in Fort Wayne, Indiana) ist ein US-amerikanischer American-Football-Spieler auf der Position des Linebackers. Er spielte College Football für die University of Notre Dame und steht bei den Las Vegas Raiders in der National Football League (NFL) unter Vertrag. Zuvor spielte Smith für die Dallas Cowboys, die Green Bay Packers sowie die New York Giants.

## College
Von 2013 bis 2015 spielte Smith Football am College. Er besuchte die University of Notre Dame und spielte dort für die Notre Dame Fighting Irish in der NCAA Division I FBS. Nachdem er in seiner ersten Saison als Outside Linebacker gespielt hatte, wurde er ab seinem Sophomore-Jahr als Middle Linebacker eingesetzt. Insgesamt lief er in drei Jahren in 38 Spielen für die Fighting Irish auf und erzielte in diesem Zeitraum 168 Tackles sowie 4,5 Sacks und verhinderte zehn gegnerische Pässe. In der Saison 2015 gewann er den Butkus Award für den besten Linebacker im College Football.
In seinem letzten College-Spiel, dem Fiesta Bowl am 1. Januar 2016, den Notre Dame gegen Ohio State verlor, zog sich Smith einen Kreuzbandriss zu. Dennoch gab er am 11. Januar 2016 bekannt, auf ein mögliches viertes Jahr am College zu verzichten und sich für den NFL Draft anzumelden.

## NFL
Im NFL Draft 2016 wurde Smith an 34. Stelle in der 2. Runde von den Dallas Cowboys ausgewählt. Bereits beim Draft war abzusehen, dass Smith wegen seiner Knieverletzung in seinem Rookiejahr nicht zum Einsatz kommen könnte.
Sein NFL-Debüt in der Regular Season gab Smith schließlich am ersten Spieltag der Saison 2017 bei einem Sieg über die New York Giants, bei dem er sieben Tackles erzielte und einen Fumble erzwingen konnte. Insgesamt kam er in seiner ersten NFL-Saison in allen 16 Spielen zum Einsatz, davon in sechs als Starter. Ihm gelangen 80 Tackles, zwei erzwungene Fumbles und zwei verteidigte Pässe.
In der Saison 2018 wurde Smith in allen sechzehn Spielen als Starter eingesetzt. Er setzte 121 Tackles, erzwang zwei Fumbles und erzielte vier Sacks. Pro Football Focus kürte ihn zum Breakout Player of the Year.
Vor der Saison 2019 verlängerten die Cowboys den Vertrag mit Smith um fünf Jahre bis 2024. Die Vertragssumme betrug 64 Millionen US-Dollar, von denen 35,5 Millionen garantiert waren.
Als Ersatz für den verletzten Luke Kuechly wurde Smith erstmals in den Pro Bowl berufen.
In der Saison 2021 verlor Smith seine Rolle als Stammspieler und wurde in den ersten vier Spielen nur noch bei 56 % aller defensiven Snaps eingesetzt. Damit war er hinter Leighton Vander Esch, Neuzugang Keanu Neal und Rookie Micah Parsons nur noch Nummer vier in der Linebacker-Gruppe der Cowboys. Daher trennten sie sich nach dem vierten Spieltag von Smith.
Nach seiner Entlassung in Dallas schloss Smith sich den Green Bay Packers an. Bei den Packers spielte er kaum eine Rolle, er kam nur in zwei Partien für 27 Snaps zum Einsatz und wurde nach weniger als einem Monat wieder entlassen. Am 17. Dezember nahmen die New York Giants Smith für ihren Practice Squad unter Vertrag, am folgenden Tag wurde er in den aktiven Kader aufgenommen. Sein Debüt für die Giants gab er am 15. Spieltag. Am 20. September 2022 nahmen die Giants Smith für ihren Practice Squad erneut unter Vertrag. Am 1. Oktober wurde er in den aktiven Kader aufgenommen. Er war in 11 von 13 Spielen Starter und verzeichnete 88 Tackles sowie einen Sack und einen eroberten Fumble. Nach der Saison lief sein Vertrag aus.
Am 11. August 2023 wurde Smith von den New Orleans Saints unter Vertrag genommen. Er wurde Ende August vor Saisonbeginn entlassen und anschließend in den Practice Squad aufgenommen. Am 2. November 2023 nahmen die Las Vegas Raiders Smith für ihren 53-Mann-Kader unter Vertrag. Drei Wochen später wurde er nach nur einem Einsatz wieder entlassen.
An diesen letzten Einsatz vom November 2023 schloss sich eine einjährige NFL-Pause an. Am 11. Mai 2025 verpflichteten ihn die Raiders nach einem Wochenend-Probetraining erneut.

### NFL-Statistiken
| 2016                               | DAL    | kein Einsatz wegen Verletzung | kein Einsatz wegen Verletzung | kein Einsatz wegen Verletzung | kein Einsatz wegen Verletzung | kein Einsatz wegen Verletzung | kein Einsatz wegen Verletzung | kein Einsatz wegen Verletzung | kein Einsatz wegen Verletzung | kein Einsatz wegen Verletzung | kein Einsatz wegen Verletzung | kein Einsatz wegen Verletzung | kein Einsatz wegen Verletzung | kein Einsatz wegen Verletzung | kein Einsatz wegen Verletzung | kein Einsatz wegen Verletzung | kein Einsatz wegen Verletzung | kein Einsatz wegen Verletzung |
| 2017                               | DAL    | 16                            | 6                             | 81                            | 50                            | 31                            | 1,0                           | 2                             | 0                             | 0                             | 0                             | 0                             | 2                             | 0                             | 0                             |                               |                               |                               |
| 2018                               | DAL    | 16                            | 16                            | 121                           | 82                            | 39                            | 4,0                           | 4                             | 0                             | 0                             | 0                             | 0                             | 2                             | 2                             | 0                             |                               |                               |                               |
| 2019                               | DAL    | 16                            | 16                            | 142                           | 83                            | 59                            | 2,5                           | 9                             | 1                             | 0                             | 0                             | 0                             | 2                             | 1                             | 0                             |                               |                               |                               |
| 2020                               | DAL    | 16                            | 16                            | 154                           | 89                            | 65                            | 1,5                           | 5                             | 1                             | 43                            | 43                            | 0                             | 0                             | 2                             | 0                             |                               |                               |                               |
| 2021                               | DAL    | 4                             | 2                             | 18                            | 13                            | 5                             | 0,0                           | 0                             | 0                             | 0                             | 0                             | 0                             | 0                             | 0                             | 0                             |                               |                               |                               |
| 2021                               | GB     | 2                             | 0                             | 1                             | 1                             | 0                             | 0,0                           | 0                             | 0                             | 0                             | 0                             | 0                             | 0                             | 0                             | 0                             |                               |                               |                               |
| 2021                               | NYG    | 4                             | 2                             | 19                            | 12                            | 7                             | 1,0                           | 1                             | 0                             | 0                             | 0                             | 0                             | 0                             | 0                             | 0                             |                               |                               |                               |
| 2022                               | NYG    | 13                            | 11                            | 88                            | 46                            | 42                            | 1,0                           | 0                             | 0                             | 0                             | 0                             | 0                             | 0                             | 1                             | 0                             |                               |                               |                               |
| 2023                               | LV     | 1                             | 0                             | 2                             | 2                             | 0                             | 0,0                           | 0                             | 0                             | 0                             | 0                             | 0                             | 0                             | 0                             | 0                             |                               |                               |                               |
| Gesamt                             | Gesamt | 88                            | 69                            | 626                           | 378                           | 248                           | 11,0                          | 21                            | 2                             | 43                            | 43                            | 0                             | 6                             | 6                             | 0                             |                               |                               |                               |
| Quelle: pro-football-reference.com |        |                               |                               |                               |                               |                               |                               |                               |                               |                               |                               |                               |                               |                               |                               |                               |                               |                               |

## Persönliches
Smiths Bruder Rod Smith spielte als Runningback College Football für die Ohio State University und stand von 2015 bis 2018 ebenfalls bei den Dallas Cowboys und für kurze Zeit bei den Las Vegas Raiders (damals Oakland Raiders) unter Vertrag.